# Croix de calvaire de Saint-Houarneau
La croix de calvaire de Saint-Houarneau à Bourbriac, une commune du département des Côtes-d'Armor dans la région Bretagne en France, est une croix du XVIe siècle. Elle a été inscrite monument historique le 14 septembre 1964.
L'érection de ce calvaire en granit, situé à proximité de l'enclos de la chapelle de Saint-Houarneau, est contemporaine de l'édification de la chapelle.